# Conjunt de nivell
En matemàtiques, un conjunt de nivell d'una funció real f de n variables és un conjunt de la forma
{\displaystyle L_{c}(f)=\left\{(x_{1},\cdots ,x_{n})\,\mid \,f(x_{1},\cdots ,x_{n})=c\right\}~,}
és a dir, és un conjunt en el qual la funció pren un valor constant c. Un conjunt de nivell és un cas especial d'antecedent.
Quan el nombre de variables és dos, el conjunt de nivell sol ser una corba que s'anomena corba de nivell, línia de contorn o isolínia. Quan n = 3, el conjunt de nivell s'anomena superfície de nivell o isosuperfície. Per valors de n més elevats, el conjunt de nivell és una hipersuperfície de nivell.
Un conjunt de la forma
{\displaystyle L_{c}^{-}(f)=\left\{(x_{1},\cdots ,x_{n})\,\mid \,f(x_{1},\cdots ,x_{n})\leq c\right\}}
s'anomena conjunt de subnivell de f (o, alternativament, un conjunt de nivell inferior de f).
{\displaystyle L_{c}^{+}(f)=\left\{(x_{1},\cdots ,x_{n})\,\mid \,f(x_{1},\cdots ,x_{n})\geq c\right\}}
s'anomena un conjunt de supernivell de f.
Hi ha aplicacions de les corbes de nivell en cartografia, meteorologia, i en electromagnetisme.

## Propietats
- El gradient de f en un punt és perpendicular al conjunt de nivell de f en aquest punt.
- Els conjunts de subnivell d'una funció convexa són convexos (a la inversa, generalment, no es compleix).